# Volvulella californica
Volvulella californica är en snäckart som beskrevs av Dall 1919. Volvulella californica ingår i släktet Volvulella och familjen Retusidae. Inga underarter finns listade i Catalogue of Life.